# Хотин шуган
Хотин шуган — це назва страви бурятської кухні з нутрощів барана.

## Приготування
Шлункова кров готується за традиціями бурятської національної кухні. Для цього, перш за все, потрібно очистити та промити шлунок вівці чи барана. Кров цієї тварини слід розбавити однією склянкою води та посолити. Внутрішній жир ріжуть дрібно та кладуть у шлунок. До жиру наливають кілька ополоників крові. Для подальшого приготування слід проколоти горловину шлунка дерев'яною спицею, за допомогою тонкої кишки щільно обмотати спицю вісімкою. Цю страву слід зварити. Досвідчені кухарі рекомендують не заповнювате шлунок кров'ю повністю, інакше він лусне під час варіння. З цієї причини варто спустити з нього повітря після начинки.

## Складові
- шлунок,
- кров,
- внутрішній жир,
- тонка кишка,
- склянка води,
- сіль,
- дерев'яні спиці